# Miguel Ángel Moleón Viana
Miguel Ángel Moleón Viana (Granada, 1965) es un escritor, ilustrador y profesor español.
Se doctoró en Bellas Artes por la Universidad de Granada y es profesor de dicha asignatura en esta universidad, así como miembro del Seminario Permanente de Arte Contemporáneo y de varios grupos relacionados con la cultura entre los que destaca el Institutum Pataphysicum Granatensis. También es profesor en numerosos cursos, talleres y congresos, así como colaborador ocasional en periódicos y revistas.
Ha compaginado su vocación de escritor con sus trabajos de ilustración. Preside cada miércoles la tertulia "Cátedra Moleón" con asíduos colegas de profesión. Participa activamente en "Las cenas de S. Rafael, San Pólipo bendito, etc." (Albolote-Granada) donde se degustan recetas y se preparan ocasionalmente sonetos.
Como artista plástico ha realizado diferentes exposiciones, entre las que destacan Argentina Virtual y Elogio del Vacío.
Como escritor, su obra literaria se dirige especialmente al público infantil y su libros han obtenido varios premios, entre los que se incluyen:
- En 1992 el Premio Gustavo Adolfo Bécquer de Narrativa por Nueve relatos para llevar.
- En 1992 el Premio Duende del Ayuntamiento de Jaén de cuentos ilustrados para niños.
- En 1994 el Premio Gustavo Adolfo Bécquer de Poesía por El espía del frío.
- En 1996 el Premio de Narrativa Infantil Vila D'Ibi por El cine de las Sábanas Blancas.
- En 1997 el Premio El Barco de Vapor por El Rey Arturo cabalga de nuevo, más o menos.
- En 1998 el Premio Internacional de Poesía Barcarola, por Los pies de los nadadores.

## Obras
- Tesis doctoral: La línea incandescente: nihilismo y utopía en los procesos creativos del artista contemporáneo (1998, Universidad de Granada).

- Nueve relatos para llevar (1992, Qüásyeditorial).
- El espía del frío (1996, Consejería de Cultura de Andalucía).
- El rey Arturo cabalga de nuevo, más o menos (1998, Ediciones SM).
- Canuto y Silvio Juan, tal para cual (2000, Edebé)
- Para que veas, Saturnino (2002, Ediciones Aljibe).
- El regalo de cumpleaños más grande del mundo (2002, Edebé).
- ¡Tris, tras, y el tarot a rodar! (2003, Edebé).
- Don Paco y el lapicero prodigioso (2003, Arial Ediciones, S.L.).
- Bonito aprieto en "El paradiso" (2003, Dauro Ediciones).
- Hotel Reuma (2003, Ayuntamiento de Granada).
- El cine de las sábanas blancas (2005, Editorial Everest, S.A.).
- Cuadernos secretos de Washintong Irving (2006, Editorial Almuzara).
- Los huesos de papá : la gran aventura de los esqueletos (2011, Ediciones SM).
- ¡Por San Jorge! (2011, Anaya). Con simpática y elaborada dedicatoria.

- Datos: Q6015734